# Billy Bremner (musiker)
William Murray "Billy" Bremner, född 4 augusti 1946 i Aberdeen i Skottland, är en brittisk gitarrist och sångare, låtskrivare och musikproducent
Billy Bremner var redan en erkänd studiogitarrist när han 1977 blev medlem i gruppen Rockpile tillsammans med Dave Edmunds, Nick Lowe och Terry Williams. 
De turnerade som band under namnet Rockpile, men på grund av skivbolagskontrakt gavs deras studioinspelningar ut som soloalbum under bandledarna Dave Edmunds och Nick Lowes namn. Som grupp gav Rockpile enbart ut ett album under eget namn, Seconds of Pleasure 1980, och upplöstes året efter.
Bremner var sedan ersättare för den bortgångne gitarristen James Honeyman-Scott i bandet The Pretenders och medverkade på några av låtarna på bandets album Learning to Crawl 1984. Samma år släppte han också sitt första soloalbum Bash! (med Terry Williams från Rockpile på trummor), som dock inte blev någon större publikframgång.
Han flyttade till USA där han arbetade som studiomusiker i Los Angeles under nio år. I början av 1990-talet begav han sig till Nashville där han fortsatte arbeta som studiomusiker. Han spelade med Paul McCartney, Johnny Cash, Little Richard, Kirsty MacColl, Elvis Costello och ett flertal andra artister. I mitten 1990-talet flyttade han till Sverige, där han under några år var medlem i det svenska bandet The Refreshments som han också producerade album för. 1998 utgav han sitt andra soloalbum, A Good Week's Work, inspelat i Sverige med medlemmar ur The Refreshments som kompmusiker. 
2005 kom hans tredje soloalbum No Ifs, Buts, Maybes, producerat av Bremner tillsammans med Dan Hylander, också det inspelat i Sverige. Han var gästartist i konsertfilmen The Refreshments Live 2005.

## Diskografi
Soloalbum
- 1984 – Bash!
- 1998 – A Good Week's Work
- 2005 – No Ifs, Buts, Maybes
- 2012 – Rock Files

Med Rockpile
- Seconds of Pleasure (1980)
- Provoked Beyond Endurance (1991)
- Live At Montreux 1980 (2011)

Med Dave Edmunds
- Subtle as a Flying Mallet (1975)
- Tracks on Wax 4 (1978)
- Repeat When Necessary (1979)
- Twangin...' (1981)
- Pile of Rock: Live (2001)

Med Nick Lowe
- Jesus of Cool (UK) Pure Pop for Now People (US) (1978)
- Labour of Lust	(1979)
- Nick the Knife	(1982)
- 16 All Time Lowes	(1984)
- Quiet Please... The New Best of Nick Lowe (2009)
- Nick Lowe & His Cowboy Outfit (1984)